# Ruslan e Ljudmila
Ruslan e Ljudmila (in russo Руслан и Людмила?) è un poema favolistico di Aleksandr Puškin pubblicato nel 1820. Tra il 1837 e il 1842 Mikhail Glinka ne trasse un'omonima opera lirica.

## Origini
Puskin iniziò a scrivere il poema nel 1817, ai tempi in cui frequentava il Liceo imperiale a Carskoe Selo. S'ispirò alle leggende e fiabe popolari russe sentite da bambino. Ma nel 1820, prima che fosse pubblicato, il poeta fu esiliato nel sud della Russia per le idee politiche espresse nei suoi lavori. Un'edizione rimaneggiata fu pubblicata nel 1828.

## Trama
L'opera è composta di sei canti e di un epilogo. La parte iniziale, molto nota e amata dal pubblico, rappresenta un concentrato del folclore e dello spirito russi: l'immagine del c.d. Lukomor'e, un luogo fantastico, che potremmo rendere come "baia del mare" di fronte alla quale si erge maestosa una quercia verde, alla quale è avvinto, con una catena dorata, un gatto saggio cantastorie e tra i cui rami siede la russalca (la sirena russa). Subito è richiamata l'isba su zampe di gallina, dimora di Baba-Jaga:  "Su mar lunato è verde quercia; una catena d'oro reca; un gatto saggio notte e giorno si volge, avvinto alla catena; a dritta gira - canti canta, a manca - favole racconta. Là son portenti: il lešij vaga, siede sui rami la russalca; là per sentieri sconosciuti orme di mai vedute bestie; un'isba senza usci o finestre ha zampe di gallina (...)".
Il Principe Vladimir I di Kiev dà una festa per celebrare il matrimonio della figlia Ljudmila con il cavaliere Ruslan. I due si amano ma Ruslan deve guardarsi da avversari invidiosi. In effetti, all'improvviso si sente un tuono, le lampade si spengono e Ljudmila scompare. Vladimir dà ordine di trovare la figlia e la promette in sposa a colui che la riporterà a casa. Ruslan si precipita, così come i suoi avversari. Si scopre che Ljudmila è stata rapita dal vecchio mago Černomor.
La vecchia strega Naina avvisa Černomor che alcuni eroi lo stanno cercando per liberare Ljudmila, mentre quest'ultima si nasconde facendo uso di un cappello dell'invisibilità. Nel frattempo Ruslan incontra una testa gigantesca piantata a terra, come una collina. La testa gli rivela di essere il fratello di Černomor e di trovarsi in quelle condizioni per colpa dell'invidia di questi. Dice di custodire la spada che può tagliare la barba magica del mago.
Ljudmila viene smascherata con un trucco: il mago si trasforma in un Ruslan ferito, lei non resiste e gli corre appresso.
Ruslan giunge infine al castello del nemico e inizia la lotta. Si afferra alla barba del mago che spicca il volo. I due volano per lungo tempo sopra terre, montagne e foreste e infine Ruslan gli taglia la barba.
Ruslan incontra così Ljudmila ma questa è stata addormentata dal mago. Nel frattempo, gli avversari intercettano Ruslan e inizia un'altra serie di combattimenti. Farlaf sottrae Ljudmila a Ruslan e la porta al palazzo sostenendo di essere lui il suo salvatore. Alla fine, Ruslan, con l'aiuto dell'acqua della vita e di un anello magico, riesce a sconfiggere i nemici e a risvegliare la sua amata.

## Influenza culturale
L'opera è un concentrato, una sorta di summa del folclore russo e ha esercitato un'influenza profonda sulla letteratura e sull'immaginario russi.
Ad esempio, il popolare romanzo di fantascienza dei fratelli Strugackij Lunedì inizia sabato (1964) contiene (in chiave ironica e satirica) moltissime allusioni al poema puškiniano: la vecchia Naina (alter ego di Baba-Jaga) è custode del museo detto "Casetta su zampe di gallina" che si trova in via "Baia del mare". Davanti alla casetta c'è una grande quercia verde di fronte alla quale zompetta un gatto cantastorie un po' smemorato. Tra le fronde una sirena. Molti altri i riferimenti (il berretto dell'invisibilità, l'acqua della vita ecc.).